# Serranus subligarius
Serranus subligarius is een straalvinnige vis uit de familie Zaag of Zeebaarzen ( Serranidae) die voorkomt in het westen van de Atlantische Oceaan van Florida tot Texas, en van Mexico tot Cuba De vis is voornamelijk te vinden op diepten tot 18 onder het wateroppervlak en kan een lengte bereiken tot 10 cm.